# Bronco Benny
 (février 2012).
Si vous disposez d'ouvrages ou d'articles de référence ou si vous connaissez des sites web de qualité traitant du thème abordé ici, merci de compléter l'article en donnant les références utiles à sa vérifiabilité et en les liant à la section « Notes et références ».
Bronco Benny est la vingt-septième histoire de la série Les Tuniques bleues de Lambil et Raoul Cauvin. Elle est publiée pour la première fois du no 2161 au no 2171 du journal Spirou, puis en album en 1980.

## Résumé
Les Nordistes sont confrontés à un ennemi de taille : les forces du général Lee, qui terrorisent l'état-major nordiste. Lee a en effet la fâcheuse tendance de parvenir à gagner en infériorité numérique écrasante. Alexander ne veut négliger aucun détail, et attend donc de disposer d'une cavalerie pour lancer l'attaque. Malheureusement, les stocks sont épuisés, et Alexander se voit contraint de confier au caporal Blutch et au sergent Chesterfield d'aller en chercher dans un ranch, de l'autre côté des lignes ennemies, chez un particulier. Pour mener à bien cette périlleuse mission, ils sont accompagnés de Bronco Benny, célèbre dresseur de chevaux. En effet, les chevaux en question sont des chevaux sauvages. Le voyage sera périlleux, notamment par la présence d'Indiens autour du ranch, dont le seul accès est un étroit défilé qu'ils surveillent. Les propriétaires du ranch sont en conflit avec les Indiens, qui tolèrent la capture de chevaux sauvages sur leurs terres, sauf s'il s'agit de Traveller, qu'ils considèrent comme une divinité.
La situation ne tarde pas à se compliquer. En effet, tandis que Benny s'obstine à éduquer l'indomptable Traveller, les Indiens bouchent le défilé. La réputation de Benny n'est cependant pas usurpée, puisqu'il parviendra à dompter tout le troupeau. Chesterfield mettra ensuite au point une stratégie pour battre les Indiens et permettre au troupeau de passer.
Les cow-boys sont des soldats sudistes qui ont laissé les héros faire le travail à leur place. Néanmoins, une fois les chevaux arrivés au camp sudiste, ces derniers laissent partir les 3 protagonistes, sur ordre du généralissime Sudiste Robert Lee.
Chesterfield aperçoit alors un troupeau de chevaux isolé du reste du camp et décide de s'en emparer.
Il est d'abord félicité chaleureusement par l'État-Major mais finit vite par déchanter : ces chevaux étaient tous promis à l'abattoir car éclopés ou en mauvaise santé.
Stilman, ignorant ce fait, donne l'ordre à la cavalerie de charger ce qui se conclut par une écrasante défaite pour les Nordistes. Blutch, Chesterfield et Bronco Benny sont alors obligés de faire les morts sur le champ de bataille pour ne pas avoir à subir les foudres de leurs supérieurs. Seul Traveller ne s'y laisse pas prendre et a un mouvement de tête affectueux envers eux, qui échappe à Lee.
À noter que comme souvent dans la série, Blutch et Chesterfield réapparaissent dans l'album suivant, réintégrés dans l'armée nordiste sans explication, mais toujours considérés comme des bons à rien à affecter aux missions dangereuses par l'état-major.

## Personnages

### Héros de la série
- Sergent Chesterfield : on retrouve dans cet album le côté héroïque et naïf de Chesterfield, qui n'hésite pas à charger les Sudistes pour traverser les lignes, et sans s'étonner d'une aussi faible résistance de leur part. L'album renoue également avec une facette rare du personnage, sa capacité à trouver des plans géniaux et subtils. On avait déjà pu observer cela dans d'autres albums, comme Du Nord au Sud, et Chesterfield fait ici preuve de son savoir stratégique en mettant au point un stratagème pour repousser les Indiens... Plan subtil qui, comme souvent, finira par se retourner contre lui.
- Caporal Blutch : Blutch frappe fort dans cet album, puisqu'il parvient à transformer une simple diversion en victoire éclatante. Il conteste ici peu l'autorité du sergent, et se plie sans hésitation à son plan. Chargé de faire diversion, il utilise des bâtons de dynamite qui finissent par forcer les Indiens à fuir vers l'endroit où se trouve Chesterfield. Un peu plus suspicieux que son supérieur quant au laxisme des troupes ennemies, il ne parvient pas lui non plus à déjouer le subtil plan de Lee.

### Personnages majeurs dans cet album uniquement
- Bronco Benny : sorte de Stark civil, Bronco Benny, de son vrai nom Ben Willcox, est réputé pour être le meilleur dresseur de chevaux de tout l'Ouest. Sa réputation est loin d'être usurpée. Peu loquace, il se contente la plupart du temps de mastiquer de la chique et répond aux autres en remuant la tête. Comme Stark, il est complètement fou quand il voit des chevaux, en particulier Traveller, dont il devient éperdument amoureux. Sa technique de dressage est violente, mais très efficace. Il se mettra à déprimer quand on lui enlèvera Traveller.
- Wilbur : le propriétaire du ranch est en réalité un soldat sudiste qui a reçu pour mission de tromper les Nordistes, et surtout Bronco Benny, pour les forcer à les aider en dressant tous les chevaux. Il invente pour cela une histoire à dormir debout pour les convaincre de sa haine farouche envers les Confédérés. Wilbur est un soldat efficace, qui parvient aisément à se faire passer pour un propriétaire terrien avare, et qui préfère les chevaux à ses propres hommes.

### État-major nordiste
L'état-major du général Alexander apparaît pour la première fois au complet. L'album achève de caractériser Stilman, officier étrange dont les suggestions relèvent tantôt de la stupidité, tantôt du génie, mais cohérent dans son cynisme. L'album ajoute à l'état-major Horace, stéréotype de l'homme raisonnable, dont le rôle principal est de calmer les colères d'Alexander, qu'elles soient justifiées ou non.

### Personnages historiques
Le généralissime sudiste Robert Lee joue un rôle majeur pour la première fois. Il apparaît comme un génie manipulateur, mais aussi magnanime, allant jusqu'à libérer Chesterfield et Blutch par égard pour leur bravoure.
Traveller est le véritable nom du cheval le plus utilisé par Lee. Toutefois son histoire ne suit pas la réalité : Lee n'était pas son premier propriétaire après son dressage.

## Anachronisme
- p. 32 : anachronisme de Blutch, qui évoque un "supermarché"", et qui n'existait manifestement pas à cette époque.